# Грінбраєр (Вірджинія)
Грінбраєр (англ. Greenbriar) — переписна місцевість (CDP) в США, в окрузі Ферфакс штату Вірджинія. Населення — 8421 особа (2020).

## Географія
Грінбраєр розташований за координатами 38°52′18″ пн. ш. 77°23′57″ зх. д. / 38.87167° пн. ш. 77.39917° зх. д. (38.871638, -77.399054).  За даними Бюро перепису населення США в 2010 році переписна місцевість мала площу 4,08 км², з яких 4,06 км² — суходіл та 0,02 км² — водойми.

## Демографія
Згідно з переписом 2010 року, у переписній місцевості мешкало 8166 осіб у 3158 домогосподарствах у складі 2145 родин. Густота населення становила 2000 осіб/км².  Було 3224 помешкання (790/км²).
Расовий склад населення:
| - 68,0 % — білих - 17,8 % — азіатів - 5,4 % — чорних або афроамериканців - 0,2 % — корінних американців - 0,1 % — вихідців з тихоокеанських островів - 4,5 % — осіб інших рас |

До двох чи більше рас належало 4,0 %. Частка іспаномовних становила 12,8 % від усіх жителів.
За віковим діапазоном населення розподілялося таким чином: 22,7 % — особи молодші 18 років, 66,0 % — особи у віці 18—64 років, 11,3 % — особи у віці 65 років та старші. Медіана віку мешканця становила 37,1 року. На 100 осіб жіночої статі у переписній місцевості припадало 98,7 чоловіків;  на 100 жінок у віці від 18 років та старших — 96,0 чоловіків також старших 18 років.
Середній дохід на одне домашнє господарство  становив 106 511 долар США (медіана — 93 920), а середній дохід на одну сім'ю — 122 743 долари (медіана — 109 105). Медіана доходів становила 71 667 доларів для чоловіків та 67 056 доларів для жінок. За межею бідності перебувало 4,4 % осіб, у тому числі 4,5 % дітей у віці до 18 років та 5,9 % осіб у віці 65 років та старших.
Цивільне працевлаштоване населення становило 3841 осіб. Основні галузі зайнятості: науковці, спеціалісти, менеджери — 21,4 %, освіта, охорона здоров'я та соціальна допомога — 21,2 %, публічна адміністрація — 13,7 %, мистецтво, розваги та відпочинок — 7,4 %.